# Сграда на Стопанска банка (Битоля)
Сградата на Стопанска банка (на македонска литературна норма: Зграда на Стопанска банка) е архитектурна забележителност в град Битоля, Северна Македония. Сградата е обявена за значимо културно наследство на Северна Македония.

## Местоположение
Сградата е разположена на улица „Йорго Османо“ № 16, непосредствено северно от църквата „Свети Димитър“.

## История
Сградата е построена в края на XIX век за седалище на битолския клон на „Отоманската банка“, който остава там до попадането на града в Сърбия през Балканските войни. Сградата пострадва при бомбардировките на Битоля през Първата световна война. След войната в нея е настанена Френско-сръбската банка, а след Втората световна война - Земеделската банка. В един период в нея е печатницата на Киро Дандаро, а по-късно в сградата е настанена Стопанска банка.

## Архитектура
В архитектурно отношение сградата е триетажна. Фасадата е в стил френски сецесион, богато украсена със стилизирани флорални елементи. Освен сецесионните елементи присъстват и ренесансови и барокови.